# 曹丕伐吴
在中国的三国时期，魏文帝曹丕曾于任内的222－223年、224年和225年三次入侵孫吳，起因是孙吴君主孫權以諸侯名义對魏稱藩，曹丕要求孙权將长子孙登作为人质送往魏廷但遭到拒絕，因此于222－223年發起進攻，但濡須戰敗、洞口無法取勝，攻打江陵也不克，曹丕宣告下令总撤退。孫權割裂与曹魏的臣属同盟关系，與蜀漢恢復結盟，於是曹丕在224年-225年发兵廣陵以伐吴，但是無功而返。

## 背景
刘备自立為帝伐吳，孫權為了避免同時進行兩線戰爭，故此利用外交策略承認曹丕受禪於漢的政權，繼續以諸侯身份藩屬，但並沒有投降。孙权被曹丕封为吴王，而夷陵之戰激戰中，魏臣曾勸曹丕偷襲孫權領地，這樣孫權必敗。曹丕認為對方稱藩，如果偷襲對方這樣不合禮數所以拒絕。孫權在沒有曹魏侵擾的情況下打敗劉備，戰爭結束，曹丕以孫權背叛為名、打算從孫權处獲利，於是派曹休率軍偷襲孫權領地的曆陽和蕪湖，又恢复曹孙在居巢边界的驻军，但遭到全琮和周泰反擊，兩軍互有殺傷。孫權為了處理戰後狀況蓄意對曹丕謙卑上書，而另一方與蜀漢有恢復聯盟的舉動。
在一次意图改善和孙氏关系的尝试中，曹丕要求将孙权长子孙登送到洛阳为人质。但孙权知道他的本意所以拒绝，后来对曹丕謙卑称儿子尚幼，未曾娶妻，父子之情难舍，一旦离乡会水土不服。之後，曹丕再次令孫權送兒子來當人質，孫權依然拒絕，曹丕惱羞成怒認為孫權沒有誠意而指他背叛，命曹仁、曹休、曹真各率領十萬餘人三路出發伐吳，自己則坐鎮宛城。孫權當時要處理山越問題，所以寫書信誘騙曹丕說會送兒子，曹丕信以為真全軍進行待命，而孫權暗中已經部署朱桓、呂範、朱然三路大軍應對魏軍。十月，曹丕眼看孫權沒有送兒子來，於是發難進軍。侍中刘晔认为东吴刚刚大胜蜀汉，上下一心，而且有长江天险，不能仓卒进攻，但曹丕不听。孫權一直玩弄曹丕達到自己目的，隨即正式與魏國開戰，并弃用曹魏黄初年号，自建年号黄武。

## 交战

### 三路伐吴：（222年—223年）

#### 洞口
222年秋十月，魏國征東大將軍曹休指揮張遼、臧霸、賈逵等率各州郡二十餘軍的兵力沿资江而下進軍曆陽洞浦，孫權命建威将军领丹杨太守呂範指挥庐江太守徐盛、偏将军全琮、扬威将军孫韶等人率領五軍的兵力前往洞浦戰線，並迁前将军。呂範出師不利，前往途中水面遭遇大风，有的军队還被吹到敵岸之上，曹休、張遼、臧覇、兖州刺史王凌等乘機進攻呂範，呂範軍戰死及溺死者有数千人，而呂范與曹休們交戰的時候，定武中郎将孙仁違反軍令私自把呂範的軍需物資燒毀，因此呂範無法重整軍力，於是引軍退守江南，把孫仁交給孙权處置。張遼此時抱病，孫權聞聽張遼在，非常恐懼，告知部下張遼雖然病了，仍無人可擋，要小心。同年張遼病死於江都。曹休派臧霸率領輕船五百、敢死隊萬人渡江襲擊徐陵郡，殺獲數千人，吳將賀齊最後到達戰場支援，所以沒有遭到任何損失，吳軍殘餘軍力依賴賀齊這支軍力才得以維持戰線，曹休等人對賀齊的軍備儀容和艦隊規模非常忌憚，加上無法擊敗徐盛渡江，主動撤軍。徐盛和全琮收拾殘兵眾部，召集餘下的士兵進行反擊，臧霸麾下的青徐州将军尹礼被全琮与徐盛枭首，同時被殺獲幾百人。曹仁退軍后，按《建康實錄》說法，洞口吳軍各部乘著徐盛和全琮的反攻，擊破曹休、張遼等人，魏軍全軍撤退，战斗在223年晚春结束。
臧霸虽然名义上早已經归顺曹操，但作为地方豪强事实上处于半独立状态。曹丕借此战征臧霸为执金吾，解除他的兵权。

#### 江陵
222年，魏上军大将军曹真率領十萬餘人，督左将军张郃、征南大将军夏侯尚攻打荆州治所江陵。魏帝曹丕也亲临宛城以助声势。223年正月，张郃败吴将孙盛援軍，《魏略》聲稱溺死有數千人，张郃于是夺据江陵中洲。曹真和夏侯尚攻破孫權領地牛渚屯，大軍全數包圍江陵。吴左将军诸葛瑾率援军到，被夏侯尚击退。江陵吴军在征北将军朱然统领下，多得病，能战者只有五千人。但朱然面对曹真长达六个月的攻势无惧色，反而激励将士，乘隙攻破魏两屯。夏侯尚想乘船入渚中安营搭设浮桥，议论此事的多以为江陵必破。侍中董昭却认为此举犯兵家大忌，魏军精锐将处险境，一旦再加上江水暴涨，夏侯尚军就自身难保了。正值魏軍又为瘟疫所苦，於是曹丕命诸军撤退。收到命令的夏侯尚赶紧撤出渚，在吴人攻击下，魏军勉强得脱。赶来援救的吴平北将军潘璋已制作荻筏，计划点上火顺流而下，烧毁夏侯尚浮桥，因夏侯尚退军，也就没有实行。诸葛瑾攻曹真浮桥，曹真等退走。十天后江水果然大涨，曹丕叹服董昭审慎。朱然統率寡兵在內憂外患下堅守江陵長達半年的大規模圍攻，戰後其名聲威震魏國。
扬武将军满宠在江陵破吴有功，改拜伏波将军，屯新野。
《建康實錄》載陸遜也奉命渡江抵抗魏军，但沒有參與戰爭。《三国志》没有记载陸遜參戰。《曹真碑》碑文中記錄曹真“□（阙字）冬霜於陸議、奮雷霆於朱然”，似指曹真曾與陸遜交戰，但沒有說什麼時候。宋傑《三國兵爭要地與攻守戰略研究》認為陸遜當時繼續留守夷陵以防劉備再次來襲，故沒有參與江陵作戰。曾随陆逊参与夷陵之战的蒋壹则被《三国志》明文记载在江陵作战期间阵亡。

##### 学者观点
清朝谢鍾英、王先谦、卢弼等学者根据诸葛亮说“孙权不能越江”及孙权曾攻打新市、安陆等地，及位于江陵和襄阳之间原为孙权控制的临沮、旍阳两县后来被纳入曹魏的襄阳郡，认为曹魏在江陵作战期间占领了沔北的安陆、新市、云杜、竟陵诸县和临沮、旍阳两县。宋杰《三國兵爭要地與攻守戰略研究》认为被曹魏攻陷的还包括石阳、邾。《元和郡縣圖志》则记载安陸在此战前后本就是魏地。且其他记载显示竟陵位于江南岸，直到晋灭吴才失守。

#### 濡须口
第三次入侵為居巢水域的濡须口，223年正式開戰，魏大司马曹仁因而率步骑数万攻濡须。曹仁扬言攻打羡溪，诱吴濡须督朱桓分兵相救，再派大军径奔濡须，真正攻打羡溪的其实是散骑常侍蒋济。朱桓还没追回派往羡溪的军队，曹仁已经杀到。朱桓手下只有五千人，诸将害怕，但朱桓却自认为用兵胜过曹仁。朱桓偃旗息鼓，示弱诱曹仁来攻。曹仁派儿子曹泰攻濡须城，将军常雕、诸葛虔、王双等乘油船攻打朱桓部曲妻子所在的中洲。蒋济认为不可進攻中洲上流，但是曹仁不听，亲率万人留在橐皋为曹泰等人后援。朱桓派别将击常雕，亲自拒曹泰，曹泰被烧营而退，而常雕被斬殺，生擒王双，魏军溺死及被杀者千余人。
曹仁軍大敗，最终魏軍在223年三月全部撤出。

### 吴破蕲春
先前吴戏口守将晋宗叛投魏，被任命为魏在长江以北的蕲春太守。在三路大戰期間，数次侵擾吴境，之後打算袭击安乐給魏國表示忠誠。孙权對晋宗非常憤恨，223年六月，命吴后将军贺齐攻之，虽然天气极热不利行军，但贺齐等成功攻破蕲春，生擒了晋宗。

## 曹丕两幸广陵
黃初五年八月（已是224年9月），曹丕治水军，九月（10月）至广陵。吴人害怕，在徐盛（已迁为安东将军）建议下沿江从石头城到江乘一路设疑城，一晚上就完成了。曹丕隔江望见，认为东吴有人才，未可图，魏军也感到忌惮，于是退军。
次年八月（9月尾），曹丕再出舟师，十月（11月尾）行幸广陵故城阅兵，士兵十余万，旌旗数百里，和建业（今江苏南京）隔长江相对，并由前将军满宠挫败东吴的顺风火攻。但孙权严守，加之冬季天气大寒，结了冰，船不能入江，因此曹丕迎战孙权取胜的希望渺茫。他见自己的军队难以逾越障碍，叹气，下令撤军。孙韶派部将高寿率敢死者五百人抄路夜袭曹丕，曹丕大驚，結果遭吳軍打敗而敗走壽春，高寿获其副车、羽盖而还。